# Primitiv rot
En primitiv rot modulo m är inom talteorin ett heltal av maximal ordning modulo m. Denna ordning ges av Eulers sats och är φ(m).
Med andra ord är en primitiv rot modulo m ett heltal r för vilket (r, m) = 1 och ordmr = φ(m).